# Козулі
Козу́лі —  село в Україні, у Словечанській сільській громаді Коростенського району Житомирської області. Населення становить 9 осіб (2019).

## Історія
У 1906 році хутір Словечанської волості Овруцького повіту Волинської губернії. Відстань від повітового міста 37 верст, від волості 7. Дворів 6, мешканців 60.
Станом на 2019 рік у селі проживало 9 осіб.